# Boris Balibrea
Boris Balibrea Oliveras (nacido en Barcelona el 16 de abril de 1988) es un entrenador español de baloncesto. Actualmente es entrenador del MKS Dąbrowa Górnicza de la Polska Liga Koszykówki. 

## Trayectoria
Es un entrenador de baloncesto que comenzaría su periplo en los banquillos en las categorías inferiores del CB Alameda y con 18 años se fue desde su Barcelona natal a Almería, para formar parte del cuerpo técnico del CB Tíjola en el que estaría varias temporadas como delegado de equipo y durante la temporada 2007-08 sería técnico asistente del CB Tíjola en Liga LEB Bronce.
Más tarde, comenzaría su carrera como primer entrenador al dirigir al Club Bàsquet L'Hospitalet de Liga EBA durante la temporada 2011-12. Durante las temporadas 2013-14 y 2014-15 dirige al CB Villarrobledo también de Liga EBA.
En verano de 2015 regresa a Cataluña para dirigir al CB Castelldefels y al Club Bàsquet Santfeliuenc la temporada siguiente,ambos en Liga EBA.
En 2017, Boris empezaría su trayectoria internacional ya que firmaría por el Wetterbygden Stars de la Basketligan sueca, al que dirige durante 3 temporadas.
El 7 de mayo de 2020, firma por el Umeå BSKT de la Basketligan.
El 29 de mayo de 2023, firma como entrenador del MKS Dąbrowa Górnicza de la Polska Liga Koszykówki.